# Serbisk Wikipedia
Serbisk Wikipedia (serbisk: Википедија на српском језику, tr. Vikipedija na srpskom jeziku ; dansk: den serbisksprogede Wikipedia) er den serbisksprogede  version af det verdensomspændende encyklopædi-projekt Wikipedia. Serbisk Wikipedia blev lanceret 16. februar 2003.
Pr. torsdag den 27. marts 2025 har den serbisksprogede Wikipedia 704.657 artikler, 2.435 aktive bidragydere og 15 administratorer.